# Ziua Unirii Principatelor Române
Ziua Unirii Principatelor Române sau, neoficial, Ziua Micii Uniri este o sărbătoare publică a României celebrată anual în ziua de 24 ianuarie pentru a aniversa unirea Principatelor Române (Moldova și Țara Românească) realizată la 24 ianuarie 1859 prin dubla alegere a lui Alexandru Ioan Cuza ca domnitor în ambele principate. Acest eveniment este considerat la fel de important, pe cât este considerat primul pas către obiectivul realizării unui stat român unitar, lucru care se consideră a fi realizat la 1 decembrie 1918, când Marea Adunare Națională de la Alba Iulia a declarat unirea Transilvaniei, Banatului, Crișanei și Maramureșului cu Regatul României.
Ziua Unirii Principatelor Române a fost adoptată mai întâi de Senat pe 2 iunie 2014 și ulterior de Camera Deputaților la 3 decembrie a aceluiași an. Sărbătoarea a devenit oficială când președintele României, Traian Băsescu, a semnat câteva zile mai târziu, în 16 decembrie, un decret prin care a promulgat această lege. Astfel, Legea nr. 171/2014 prevede ca, la 24 ianuarie, autoritățile centrale și locale să poată oferi sprijin material și logistic manifestărilor artistice și culturale dedicate acestei zile. Din 2016, această zi este nelucrătoare în România. Ziua Unirii Principatelor Române este sărbătorită neoficial și în Republica Moldova.